# 거멍숲을 지켜라! 버디프렌즈
《거멍숲을 지켜라! 버디프렌즈》는아시아홀딩스 대한민국 제작 애니메이션 이다 KBS 2TV에서 2023년 11월 23일부터 2024년 5월 16일까지 매주 목요일 오후 5시에 종료했다. 

## 방송 일시
| 방송 채널 | 방송일                             | 방송 시간 |
| --------- | ---------------------------------- | --------- |
| KBS 2TV   | 2023년 11월 23일 ~ 2024년 5월 16일 | 종료      |

## 줄거리
모다모다섬의 거멍숲은 기후변화와 생태계의 불균형 때문에 멸종위기에 처한 동식물 친구들이 많아지자 땅의 정령 <거멍올름>, 물의 정령 <첨벙올름>, 바람의 정령 <휘리릭올름>이 힘을 합쳐 다양한 동식물 친구들을 보호하기 위해 만들어졌다.  
이 거멍숲에 평화롭게 살던 버디프렌즈는 어느날 '큰 검은 그림자'가 나타나 거멍숲이 위험해진다는 소식을 듣게 되고 사막비 개구리인 '어쩌'와 '라구'를 새로운 가족으로 맞이하게 된다. '큰 검은 그림자' 때문에 거멍숲 곳곳이 위험에 빠지고 숲의 심장인 허그나무가 다른 나무를 도와주다 힘을 다 써버리게 되자 버디프렌즈는 거멍숲을 구하기 위해 힘을 합치게 되고 '거멍숲의 전설'책을 발견한다.
과연 버디프렌즈는 '거멍숲의 전설'책이 전해준 지도의 비밀을 풀고 거멍숲을 구할 수 있을까?

## 등장인물
버디프렌즈 (피타, 화이트, 캐스커, 젤다, 우디)는 생태계가 위험해질 것을 예상한 세 올름이 만든 모다모다 섬의 거멍숲에 살고 있다. 호기심과 모험심이 강한 피타를 중심으로 때로는 좌충우돌 사고를 치기도 하지만, 거멍숲이 위험에 처하자 서로 힘을 합쳐 모험을 떠나며 성장하게 된다.
- 피타(팔색조) - [호기심 많은 엉뚱한 모험가]                                                                                                                                     곶자왈 하우스에 사는 피타는 호기심이 많고 모험심이 강한 팔색조이다. 궁금한 게 많고 겁이 없어 사고를 치고 나서야 하면 안 된다는 것을 깨닫는다. 새로운 것에 도전하거나 힘을 내야 할 때 '호오-잇!'하고 주문을 외운다. 표현이 엉뚱하고 창의적인 편이다. 이럴 때, 피타의 널려있는 말들을 찰떡같이 이해한 젤다가 잘 정리해서 친구들에게 전달하기도 한다. 기쁘거나 슬픈 일이 생길 때는 반려동물 친구 어쩌와 라구가 항상 함께 해주고, 위로해준다.
- 화이트(동박새) - [걸어다니는 백과사전, 귀여운 수다쟁이]                                                                                                                                                 걸어 다니는 백과사전 동박새 화이트는 동백나무의 사랑을 듬뿍 받는다. 평소 책 읽기를 좋아해 새로운 정보와 지식이 풍부하다. 말을 하다 옆길로 잘 새고 TMI를 많이 방출한다. 피타의 엉뚱한 표현을 바로 잡아주고, 사건이 일어났을 때 뛰어난 기억력으로 정보를 제공해 해결을 주도하기도 한다. 몸집이 작고 행동보다는 말이 앞서는 타입으로 위험한 상황이나 새로운 상황에 맞닥뜨려 겁이 나거나 당황할 때는 정보를 기억하기까지 시간이 걸리는 단점이 있다. 이럴 때 젤다가 항상 화이트를 챙겨주며, 젤다의 노래를 들으며 마음의 안정을 찾기도 한다.
- 캐스커(매) - [천하장사 파티셰]                                                                                                                                                                      소심하지만 배려심 많은 천하장사 매 캐스커는 해안절벽에 산다. 거멍숲에 어려운 일이 생기면 빠른 속도로 가서 도움을 주지만, 힘 조절을 못해 종종 사고를 치기도 한다. 덩치가 크고 힘이 아주 세지만 차분하고 섬세한 성격으로 겁이 많은 모습도 있다. 그러나 친구들이 위험해질 때는 없던 용기도 생겨 몸싸움도 마다하지 않는다. 거멍숲의 파티셰로 친구들을 위해 '반가워 케잌', '기분이 좋아지는 과자'와 같은 디저트를 만들기도 한다. 미스터 테일러에게 받은 용기 퐁퐁 모자를 쓰면 용기가 생긴다고 믿고 있었지만, 모험을 통해 자신이 용감하다는 것을 깨닫게 된다.
- 젤다(종다리) - [자연과 소통하는 패셔니스타]                                                                                                                                     자연과 소통하는 예술가 종다리 젤다는 풀이나 나무, 꽃 등의 식물과 대화할 수 있다. 멋 내기와 이쁜 것을 좋아하며 예술을 사랑하는 친구이다. 이기적으로 보이지만 티 나지 않게 친구들을 도와주는 츤데레 스타일이다. 말이 많은 화이트와 종종 부딪히지만 당황하는 화이트를 챙기며 지식을 사랑하는 화이트의 마음과 예술을 사랑하는 자신의 마음이 다르지 않다는 것을 깨달아 간다. 폴라로이드 카메라로 셀카 찍는 것을 좋아하며 찍어둔 사진들이 단서가 되어 문제를 해결하기도 한다. 그리고 디자이너 미스터 테일러와 서로 멋을 아는 것에 끌려 친구가 된다.
- 우디(큰오색딱따구리) - [거멍숲의 천재 발명가]                                                                                                                                               뭐든 뚝딱뚝딱 잘 만들어내는 만능 재주꾼 큰오색딱따구리 우디는 독특한 성격으로 한번 발명에 들어가면 작업에만 몰두하는 집중력 최고의 발명가이다. 발명에 집중할 때는 예민해지고 떠드는 것을 싫어해 말이 많은 화이트와 자주 부딪치기도 한다. 하지만 누군가에게 무슨 일이 생기면 나타나는 캐스커의 요청에는 군소리가 없다. 버디프렌즈가 함께 이동할 수 있는 이동 비행선을 만들거나 문제를 돌파할 수 있는 도구도 만들어내는 거멍숲 최고의 발명가이다.
- 어쩌, 라구 (사막비개구리) - 피타의 반려 사막비개구리. 어쩌와 라구의 언어는 피타만 알아들을 수 있으며 거멍숲에서 처음으로 만난 피타와 함께 살게 되고 누군가 피타를 공격하면 몸이 통통해지면서 화를 낸다.
- 담담 (담비) - 거멍숲의 자발적 보안관. 아담보다 체격도 크고 힘이 세다. ‘첫째도 안전, 둘째도 안전’이 모토이다. 항상 보안관 모자를 쓰고 다닌다.
- 아담 (담비) - 담담 아줌마보다 체격은 작지만 성실하고 과일을 기가 막히게 잘 딴다. 좋은 과일을 잘 고르는 것에 대한 자부심이 있다. 소심하고 겁이 많다.
- 제이제이 (어치) - 닥터 두의 조수. 씨앗 기지의 씨앗을 채집하여 보관하는 일을 한다. 기억력이 좋아 닥터 두가 잊어버린 씨앗이 있는 곳을 잘 알고 있으며 다른 새의 목소리를 흉내낼 수 있다.
- 달달 (수달) - 아몬드 나무에 있는 ‘달달 잡화점’의 주인인 수달 아가씨. 거멍숲의 축제를 주관하고 숲 안에서 일어나는 모든 소식을 다 알고 있다. 달수의 구애를 모른척하지만 내심 좋아한다.
- 달수 (수달) - 달달을 좋아하는 잡화상의 물건을 대주는 청년. 냉정하게 대하는 달달때문에 마음을 끓인다. 단골손님들의 특별 주문을 받아주기도 한다.
- 홍숙 (홍따오기) - 홍이, 홍아의 엄마. 알이 부화되면서 고단한 육아가 시작된다.
- 홍식 (홍따오기) - 홍이, 홍아의 아빠. 가정을 중요하게 생각하고 마을에 일이 생겼을 때 조용히 묵묵히 도와준다.
- 킁킁, 컹컹 (땅돼지) - 코로 동굴을 파는 탁월한 능력이 있어 제이제이와 함께 닥터 두를 돕고 있다. 저돌적인 성격으로 일할 때나 평소에도 요란하고 힘도 세다. 서로 사이가 좋고, 같은 행동 같은 말을 할 때가 많다.
- 닥터 두(황금 두더지) - 식물 박사 닥터 두. 식물 연구소를 운영하며 땅속에 씨앗 기지를 만든 두더지 박사이다. 거멍숲의 관리자이며 나이가 많아 씨앗기지의 씨앗 저장고 위치를 깜빡 잊어버리나 씨앗이 있는 곳을 기가 막히게 잘 아는 조수인 어치 제이제이가 있어 큰 문제가 없다.
- 미스터 테일러(재봉새) - 특수 의복 디자이너. 두 박사와 함께 거멍숲의 전설을 알고있다. 두 박사와 오랜 친구이며 두 박사와 의견이 항상 다르지만 결정적인 순간에는 닥터 두의 의견을 따른다. 버디프렌즈가 모험을 떠날 때 투명 망토를 선물해 준다.
- 홍이(홍따오기) - 알에서 갓 깨어난 아기 홍따오기. 약간 어리숙하고 홍아가 시키는 건 다한다. 장난감을 만들어주는 우디를 제일 좋아한다.
- 홍아(홍따오기) - 홍이와 쌍둥이. 귀엽긴 하지만 예민한 성격이라 맘에 안들면 울어버린다. 할 수 있는 말은 “먹을 거”. 또 달라고 하는 “또” 두 마디만 한다. 먹을 것 찾아 삼만리의 성향으로 시끌벅적 아지트에 찾아가 버디프렌즈를 곤란하게 하기도 한다.

## 올름과 허그나무
올름은 버디프렌즈 세계관에 나오는 정령으로 땅과 물, 바람(공기)을 관장하는 정령이다.
생태계가 점점 파괴되면서 멸종위기에 처한 동식물들이 많아지게 되자 위기 의식을 느껴 동식물을 보호할 수 있는 공간인 거멍숲을 만든다. 거멍숲은 멸종위기종의 안식처이기도 하지만 앞으로 다가올 생태계가 무너지는 것을 막기 위해 올름 정령들이 가지고 있는 아이템 에너지의 도움을 받아야만 한다. 거멍숲을 만들 때 에너지를 모두 다 쓴 세 올름 정령들은 수천 년 동안 아무도 모르고 찾을 수 없는 곳에서 에너지를 충전하며 쉬고 있다. 각 올름이 가지고 있는 생태계를 지킬 수 있는 에너지 아이템이 위기에 빠진 모다모다섬과 거멍숲을 구하는 데 쓰이게 된다.
- 거멍올름 (땅의정령) - 땅이 쑥 올라오는 거대한 모양의 ‘땅의 정령’이다. 자연과 생태계가 위험해지는 것을 감지하고 거멍숲에서 가장 오래 산 허그나무를 통해 거멍숲을 보호하고 도서관에 ‘거멍숲의 전설’ 책을 남겨 위기에 대처할 수 있게 한다.
- 첨벙올름 (물의정령) - 거대한 몸을 가지고 무시무시한 힘을 가졌다는 전설과 다른 반전 매력이 있다.
- 휘리릭올름 (바람의정령) - 무형이지만 바람이 회오리칠 때 주변 물건을 이용해 나뭇잎이나 모래 같은 것이 모여 형태로 나타난다.
- 허그나무 - 거멍숲에서 가장 오래된 생명의 나무로 거멍숲의 중심인 허그 광장에 있다. 위기 상황에서 자기 몸에 저장해 둔 물과 양분을 보내 다른 나무들을 보호한다. 생태계의 균형에 대한 지표 역할을 하며 땅속의 뿌리를 통해 다른 나무들의 어머니 나무 역할을 한다.

## 목소리 출연
- 사문영: 피타, 라구, 달달
- 소연: 화이트, 홍숙
- 홍범기: 캐스커, 어쩌, 달수, 킁킁
- 여민정: 젤다, 제이제이
- 강수진: 우디, 아담, 컹컹, 홍식
- 김정애: 담담
- 이광수: 거멍올름

## 제작진
- 책임 프로듀서 - 손수희
- 프로듀서 - 이순주(1~3화) 황정연(4~26화)
- 기획/제작/원작 - 아시아홀딩스
- 기획 - 유종환, 이지용
- 제작 - 박설희
- 연출 - 변영식, 김수영, 추광호
- 아트디렉터 - 유종환, 김기태, 김시원
- 제작 프로듀서 - 유종환, 김기태, 양재호
- 조연출 - 김도연
- 라인 프로듀서 - 백소영, 홍정화, 오신미, 송현경
- 시나리오 - 정서연
- 스토리보드 - 박정환, 김정은, 조성현, 이의국, 김형선
- 콘셉트아트 - 유종환, 이정연, 이수빈, 손우식, 김인호, 윤승욱, 박상문, 김호태, 박수일
- 그래픽 디자인 - 이다혜, 최윤정
- 모션 그래픽 - 김기태, 김미현, 송철
- 모뎅링- 김도연, 김미현, 손소영, 최은솔, 박성찬, 김정현, 김시원, 이현미, 김유미, 신성호
- 리깅 - 김도연, 최은솔, 정우영, 김기태 김미현
- 레이아웃 - 손소영, 최은솔, 박성찬, 김정현, 신성호
- 애니메이션 슈퍼바이저 - 김기태, 변아름비치, 최예나, 김수영, 강병도
- 애니메이션- 김도연, 김미현, 손소영, 최은솔, 박성찬, 김정현, 김서연, 이슬, 박다영, 황인혜, 박지나, 홍영섭, 안병은 조유리, 임선형, 한슬아, 신경원, 윤예슬, 김은지, 배다울, 박주형, 한우리, 이관우, 김다님
- 라이팅/합성 슈퍼바이저 - 김기태, 김도연, 김진용, 한동민
- 라이팅 - 김미현, 손소영, 최은솔, 박성찬, 김정현, 최지수, 박현규, 남재경, 김연원
- 렌더링/합성 - 김미현, 손소영, 최은솔, 박성찬, 김정현, 신성호, 김연원, 서보현
- 제작 협력 - 델픽, 픽셀플레넷, 와일드비쥬얼, 원더스카이
- 레코딩/믹싱/마스터링 - 스튜디오 GG
- 사운드 슈퍼바이저 - 김희집
- 사운드 디자인 - 주노, 김한나
- 녹음&에디팅 - 주노, 김한나
- 믹싱 - 김희집, 김한나
- BGM 음악감독 - 박애리
- 주제곡
- 작사/작곡 - 김유석, 김재환
- 편곡 - 김재환, 정민준
- 오프닝 - 세븐틴 디에잇
- 엔딩보컬 - 김태우, 세븐, 나태주, 제이윤, 김소율
- 안무 - 세븐
- 편집 - 김기태, 김도연, 백소영
- 제작지원 - 한국콘텐츠진흥원, 제주특별자치도, (재)제주영상, 문화산업진흥원
- 홈페이지 - 김연재(KBS미디어)
- 종합편집 - 이수은
- 자막디자인 - 황은서
- 조연출 - 차한결
- 연출 - 이순주(1~3화) 황정연(4~26화)
- 기획 - KBS
- 제작 - (주)아시아홀딩스
- 제공 - (주)아시아홀딩스
- KBS미디어
- 뮤직앤뉴(OST)
- 저작권 배급 - 2023 ~ 2024 (주)아시아홀딩스 All rights reserved.

## 방영 목록
| 회차       | 주제                       | 방송 일자        |
| ---------- | -------------------------- | ---------------- |
| 1화        | 피타가 사라졌어요!         | 2023년 11월 23일 |
| 2화        | 별똥비 캠프 대소동         | 2023년 11월 30일 |
| 3화        | 큰 검은 그림자를 찾아라!   | 2023년 12월 7일  |
| 4화        | 거멍숲의 비밀              | 2023년 12월 14일 |
| 5화        | 허그나무가 이상해!         | 2023년 12월 21일 |
| 6화        | 우당탕탕 달빛축제          | 2023년 12월 28일 |
| 7화        | 용기 퐁퐁 모자의 비밀      | 2024년 1월 4일   |
| 8화        | 바쁘다 바빠! 캐스커        | 2024년 1월 11일  |
| 9화        | 동생들이 생겼어요!         | 2024년 1월 18일  |
| 10화       | 물길이 사라지고 있어요!    | 2024년 1월 25일  |
| 11화       | 거멍숲이 위험해!           | 2024년 2월 1일   |
| 12화       | 못말리는 화이트            | 2024년 2월 8일   |
| 13화       | 거멍숲의 전설              | 2024년 2월 15일  |
| 14화       | 허그나무를 도와라          | 2024년 2월 22일  |
| 15화       | 비밀 지도와 세 올름 이야기 | 2024년 2월 29일  |
| 16화       | 거멍숲의 비상회의          | 2024년 3월 7일   |
| 17화       | 허그나무의 신비한 문       | 2024년 3월 14일  |
| 18화       | 피타의 모험                | 2024년 3월 21일  |
| 19화       | 신비의 문을 지나서         | 2024년 3월 28일  |
| 20화       | 사와로 선인장의 부탁       | 2024년 4월 4일   |
| 21화       | 버디프렌즈의 비밀작전      | 2024년 4월 11일  |
| 22화       | 출발! 버디프렌즈           | 2024년 4월 18일  |
| 23화       | 하늘이 준 선물             | 2024년 4월 25일  |
| 24화       | 용과 무지개                | 2024년 5월 2일   |
| 25화       | 첨벙올름을 찾아서          | 2024년 5월 9일   |
| 최종화(26) | 첨벙올름의 부탁            | 2024년 5월 16일  |